# Ljubinje
La municipalidad de Ljubinje se localiza dentro de la región de Trebinje, dentro de la República Srpska, en Bosnia y Herzegovina.

## Localidades
Esta municipalidad de la República Srpska, localizada en Bosnia y Herzegovina se encuentra subdividida en las siguientes localidades a saber:
- Bančići
- Dubočica
- Gleđevci
- Grablje
- Gradac
- Ivica
- Kapavica
- Krajpolje
- Krtinje
- Kruševica
- Ljubinje
- Mišljen
- Obzir
- Pocrnje
- Pustipusi
- Rankovci
- Ubosko
- Vlahovići
- Vođeni
- Žabica
- Žrvanj

## Demografía
Si se considera que la superficie total de este municipio es de 326 kilómetros cuadrados y su población está compuesta por unas 4.172 personas, se puede estimar que la densidad poblacional de esta municipalidad es de trece habitantes por cada kilómetro cuadrado de esta división administrativa.